# Ob'

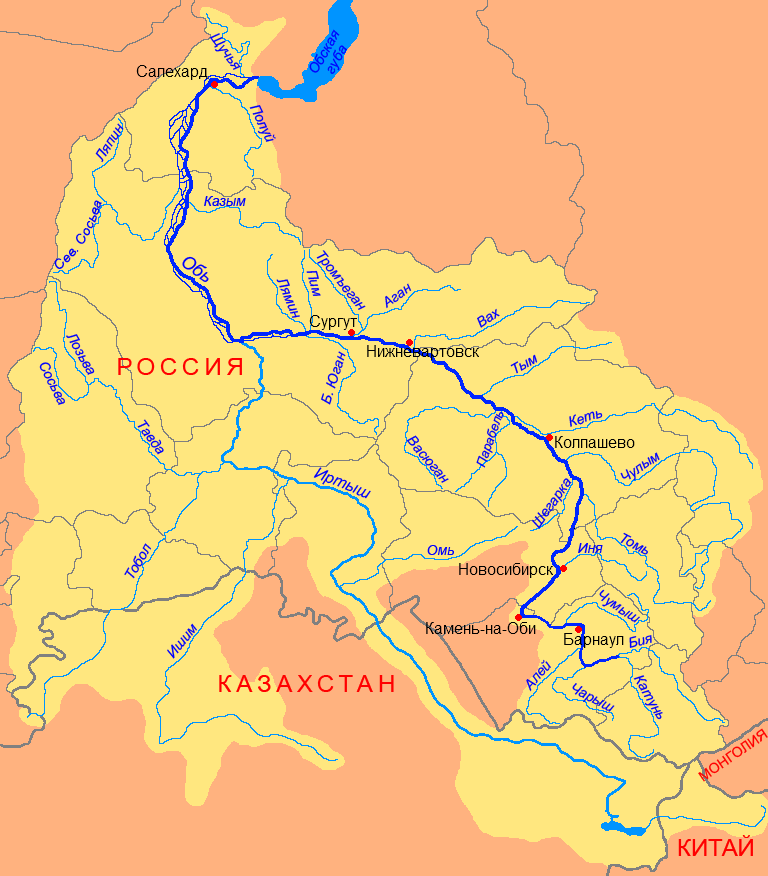

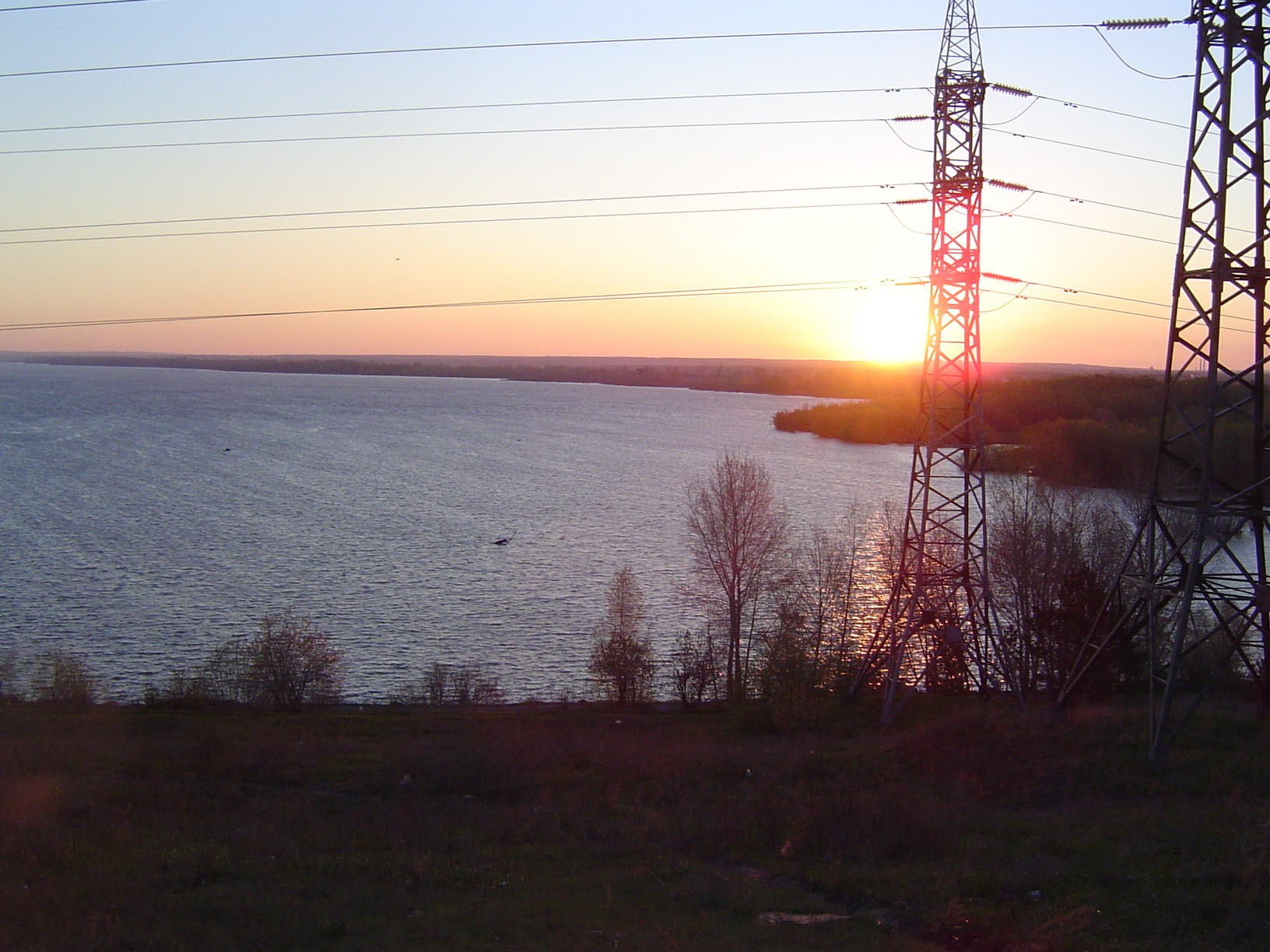
L'Ob' dalla diga del Bacino di Novosibirsk.

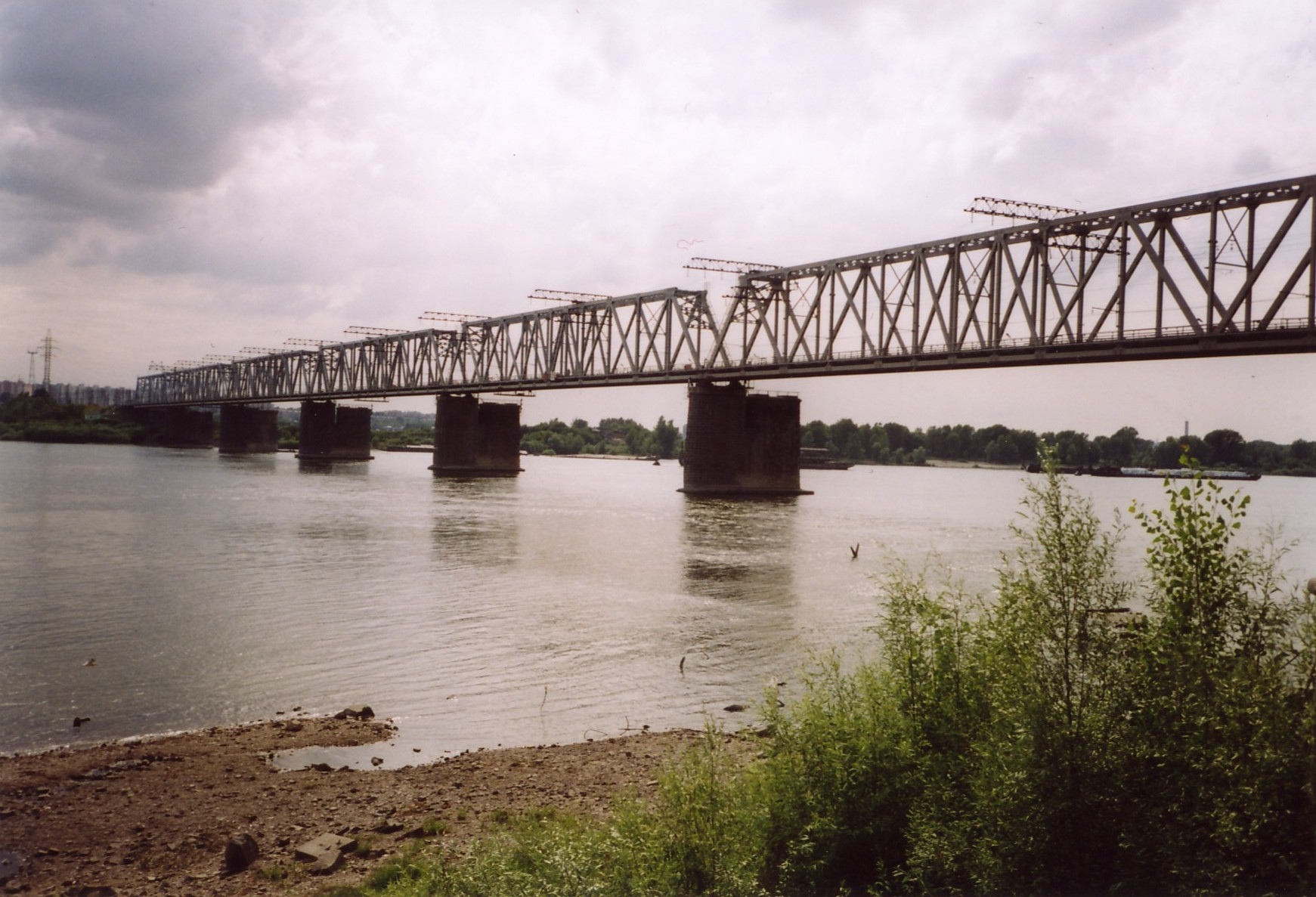
L'Ob' a Novosibirsk.

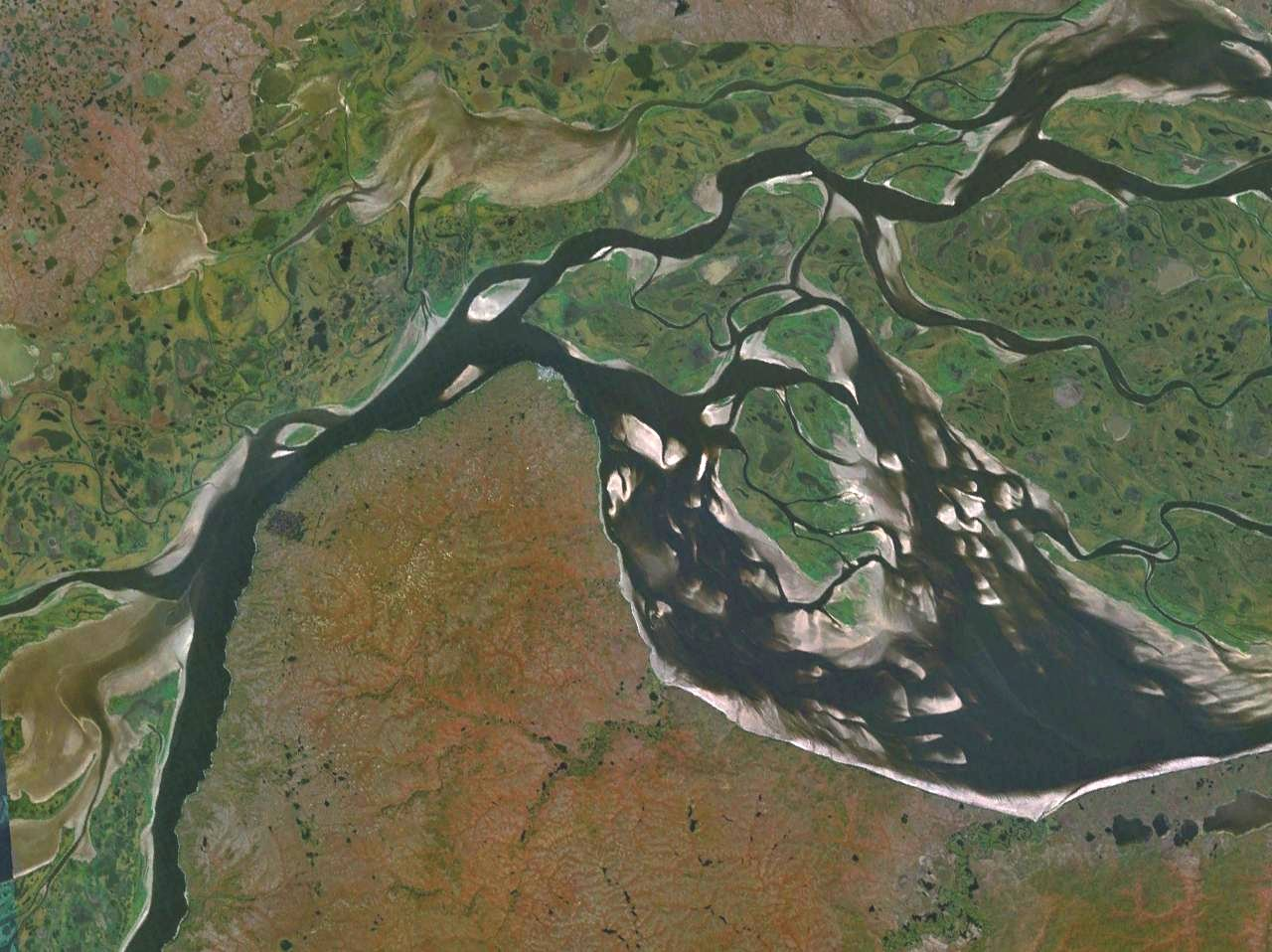
La foce dell'Ob' dal satellite.

L'Ob' (talvolta traslitterato Obi; in russo: Обь [opʲ] oppure [ɔbʲ]; in altai Оп, Op) è un fiume artico della Siberia occidentale (Russia). Si forma nella zona pedemontana settentrionale dei monti dell'Altaj e, dopo aver attraversato il bassopiano siberiano occidentale, sfocia nel Mare di Kara, che è parte del Mare Glaciale Artico.
È noto agli ostiachi con i nomi di As, Yag, Kolta e Yema, ai samoiedi come Kolta o Kuay e ai tatari di Siberia come Omar o Umar.
L’Ob ha una lunghezza di 3.650 km dalla sorgente al mare di Kara. Se si considera invece come sorgente quella del suo principale affluente, l'Irtyš, diventa di 5.410 km. Pertanto, l'insieme Ob'-Irtyš può essere annoverato tra i fiumi più lunghi del mondo.

## Percorso
L'Ob' si forma pochi chilometri a sudest della città di Bijsk dalla confluenza dei due rami sorgentiferi Bija e Katun', fiumi che nascono nei monti Altaj, il primo come emissario del lago Teleckoe, il secondo dai ghiacciai del monte Belucha.
Scorre zigzagando con direzione dapprima nordoccidentale, successivamente nordorientale formando in questo tratto il bacino di Novosibirsk fino alla latitudine di 55° N, dove prende direzione più nordoccidentale, attraversando il vasto bassopiano siberiano occidentale. Nel suo corso inferiore il fiume prende direzione settentrionale; all'altezza del villaggio di Peregrëbnoe (62°59′21″N 65°02′40″E) si divide in due grandi rami che scorrono paralleli (Bol'šaja Ob' e Malaja Ob', rispettivamente grande Ob' e piccola Ob'), più altri canali minori. Sfocia infine nel golfo dell'Ob', profonda insenatura del mare di Kara, formando un delta di circa 4.000 km².

## Bacino idrografico
Il bacino idrografico del fiume Ob' copre 2.990.000 km², cioè quasi dieci volte l'Italia.
Si estende dalle zone steppiche della Siberia sudoccidentale (segna grosso modo il confine orientale della steppa di Barabinsk e della steppa di Kulunda) alle zone di taiga-tundra delle zone della foce, intorno al Circolo Polare Artico; la maggior parte del suo bacino coincide però con l'immenso bassopiano della Siberia occidentale, piatto e occupato da estesissime zone paludose, gelate per 6-7 mesi l'anno.

### Affluenti
Nel suo corso il fiume Ob' riceve migliaia di affluenti; quelli di una certa importanza sono: 
- da destra:
  - Čumyš
  - Inja
  - Tom'
  - Čulym
  - Ket'
  - Tym
  - Vach
  - Kazym

- da sinistra:
  - Alej
  - Vasjugan
  - Bol'šoj Jugan
  - Irtyš
  - Severnaja Sos'va

Elenco dei maggiori affluenti dell'Ob':
| Fiume            | Lunghezza | Provenienza idrografica | Distanza dalla foce   |
| ---------------- | --------- | ----------------------- | --------------------- |
| Bija             | 301 km    | destra                  | 3 647 km              |
| Katun'           | 665 km    | sinistra                | 3 647 km              |
| Čemrovka         | 123 km    | destra                  | 3 635 km              |
| Pesčanaja        | 276 km    | sinistra                | 3 634 km              |
| Anuj             | 327 km    | sinistra                | 3 626 km              |
| Čaryš            | 547 km    | sinistra                | 3 550 km              |
| Bol'šaja Rečka   | 258 km    | destra                  | 3 508 km              |
| Alej             | 858 km    | sinistra                | 3 490 km              |
| Barnaulka        | 207 km    | sinistra                | 3 409 km              |
| Losicha          | 150 km    | destra                  | 3 407 km              |
| Česnokovka       | 72 km     | destra                  | 3 380 km              |
| Kasmala          | 119 km    | sinistra                | 3 343 km              |
| Čumyš            | 644 km    | destra                  | 3 333 km              |
| Verchnij Suzun   | 93 km     | destra                  | 3 245 km              |
| Suzun            | 132 km    | destra                  | 3 231 km              |
| Berd'            | 363 km    | destra                  | 2 989 km              |
| Inja             | 663 km    | destra                  | 2 965 km              |
| Tom'             | 827 km    | destra                  | 2 677 km              |
| Šegarka          | 382 km    | sinistra                | 2 605 km              |
| Verchnjaja Anma  | 123 km    | destra                  | 2 547 km              |
| Čulym            | 1 799 km  | destra                  | 2 542 km              |
| Tatoš            | 119 km    | sinistra                | 2 520 km              |
| Korta            | 135 km    | destra                  | 2 484 km              |
| Čaja             | 194 km    | sinistra                | 2 403 km              |
| Šudel'ka         | 172 km    | sinistra                | 2 352 km              |
| Ket'             | 1 621 km  | destra                  | 2 246 km              |
| Pyžina           | 213 km    | destra                  | 2 226 km              |
| Parabel'         | 308 km    | sinistra                | 2 189 km              |
| Vasjugan         | 1 082 km  | sinistra                | 2 169 km              |
| Tym              | 950 km    | destra                  | 2 077 km              |
| Kievskij Ëgan    | 339 km    | destra                  | canale Kievskaja      |
| Pikovskij Ëgan   | 150 km    | destra                  | c. Kievskaja          |
| Vartovskaja      | 159 km    | destra                  | c. senza nome         |
| Nazinskaja       | 204 km    | destra                  | 1 926 km              |
| Trajgorodskaja   | 186 km    | destra                  | c. Verchnij Utaz      |
| Lar'ëgan         | 216 km    | sinistra                | 1 808 km              |
| Vach             | 964 km    | destra                  | 1 730 km              |
| Kul'ëgan         | 342 km    | sinistra                | 1 632 km (c. Kir'jas) |
| Vatinskij Ëgan   | 593 km    | destra                  | 1 600 km              |
| Tromʺëgan        | 581 km    | destra                  | 1 488 km              |
| Bol'šoj Jugan    | 1 063 km  | sinistra                | c. Juganskaja Ob'     |
| Bol'šoj Balyk    | 243 km    | sinistra                | c. Juganskaja Ob'     |
| Pim              | 390 km    | destra                  | 1 379 km              |
| Ljamin           | 281 km    | destra                  | 1 369 km              |
| Bol'šoj Salym    | 583 km    | sinistra                | 1 262 km              |
| Nazym            | 422 km    | destra                  | 1 172 km              |
| Irtyš            | 4 248 km  | sinistra                | 1 162 km              |
| Kovenskaja       | 266 km    | sinistra                | c. Gornaja            |
| Seul'            | 254 km    | sinistra                | c. Gornaja            |
| Severnaja Sos'va | 754 km    | sinistra                | c. Malaja Ob'         |
| Kazym            | 659 km    | destra                  | 648 km                |
| Kunovat          | 362 km    | destra                  | 511 km                |
| Synja            | 217 km    | sinistra                | c. Malaja Ob'         |
| Malaja Ob'       | 461 km    | sinistra                | 351 km                |
| Sob'             | 185 km    | sinistra                | 322 km                |
| Sobtyëgan        | 234 km    | destra                  | c. Igorskoj Ob'       |
| Poluj            | 369 km    | destra                  | 291 km                |
| Ščuč'ja          | 565 km    | sinistra                | c. Malaja Ob'         |
| Chadytajacha     | 222 km    | sinistra                | 155 km                |

### Città
Gran parte del corso dell'Ob' è navigabile in estate ed è un'importante via di comunicazione; la navigazione è attiva dal 1845. La ferrovia Transiberiana attraversa l'Irtyš a Omsk e l'Ob' a Novosibirsk. Vicino a quest'ultima città si trova una diga costruita nel 1956, che ha creato un grande lago artificiale sfruttato per la produzione di energia elettrica. Le città di Omsk, Novosibirsk e Barnaul sono importanti centri industriali. Lungo il medio e basso corso del fiume si trovano ingenti giacimenti di petrolio e gas naturale.
Altre città di una certa rilevanza sono (dalla sorgente alla foce):
- Bijsk
- Barnaul
- Kamen'-na-Obi
- Kolpaševo
- Nižnevartovsk, Megion e Surgut, importanti città petrolifere;
- Chanty-Mansijsk, capoluogo della Chantia-Mansia
- Salechard, capoluogo della Jamalia e Labytnangi, nella zona dell'estuario.

## Regime

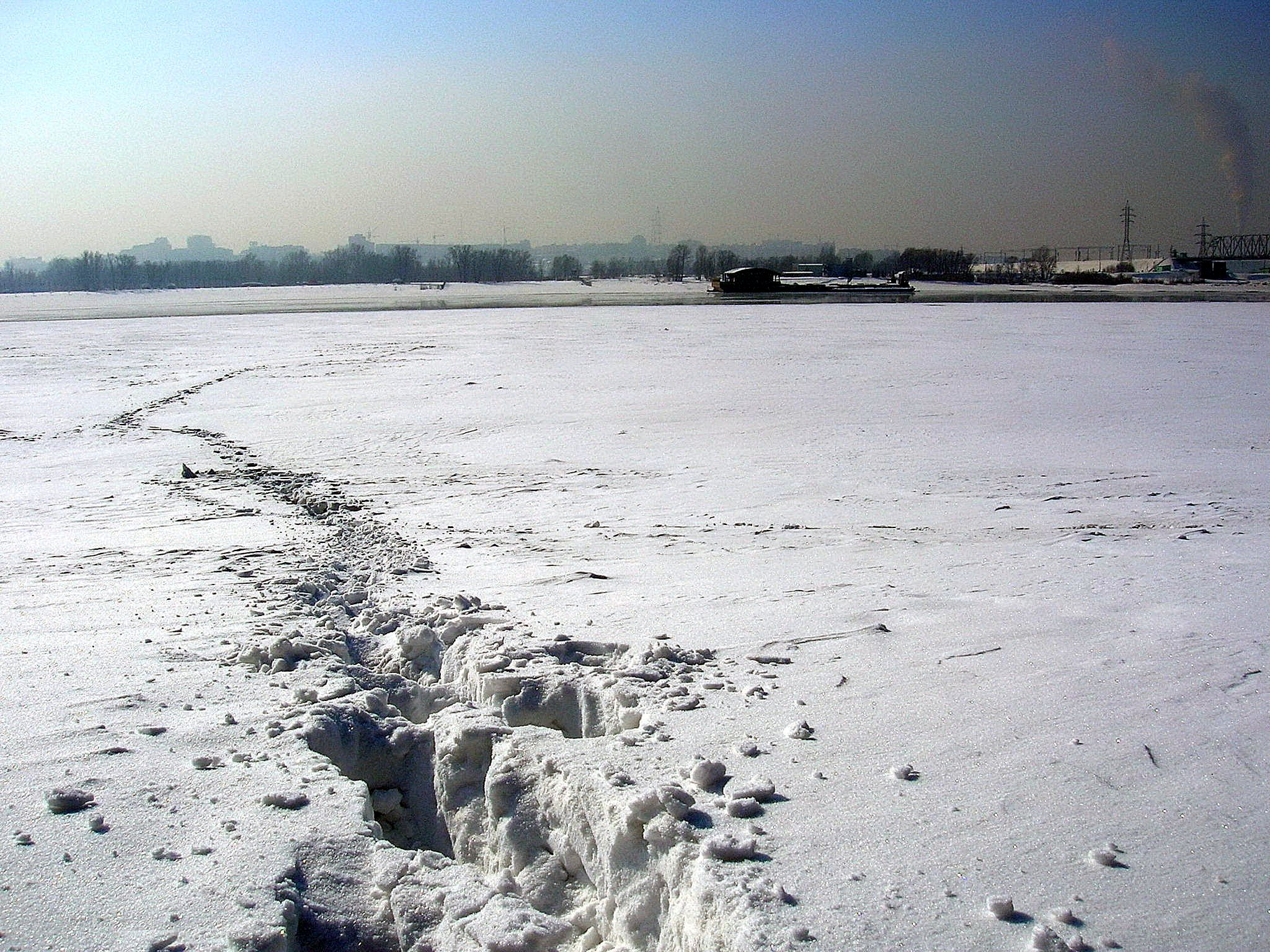
L'Ob' ghiacciato a Novosibirsk.

L'Ob' ha un regime simile a quello degli altri grandi fiumi siberiani tributari del Mar Glaciale Artico.
L'Ob' è bloccato dai ghiacci per lunghi periodi dell'anno, variabili fra l'alto e il basso corso. A Barnaul, nel sud, il periodo di gelo inizia a novembre e dura fino alla fine di aprile, a Salechard (nel nord, a 150 km dalla foce) va dalla fine di ottobre all'inizio di giugno; ovunque, questo periodo, in particolare l'inizio della primavera, coincide con i minimi annuali di portata.
Il disgelo primaverile provoca un aumento della portata; questa enorme massa di acqua corre verso nord, incontrando ad un certo punto le masse di ghiaccio non ancora sciolto del basso corso del fiume. Si crea così un effetto diga che origina enormi inondazioni (che possono durare anche quattro mesi) e facilita la formazione di aree paludose nelle regioni attraversate dal medio corso.
La portata media annua dell'Ob' a Barnaul nell'alto corso è di circa 1.470 m³/s, alla foce è di circa 12.300 m³/s; al culmine della piena estiva questi la portata può superare rispettivamente 9.000 e 40.000 m³/s.